# 詹姆斯·加文
詹姆斯·莫里斯·加文（James Maurice Gavin，1907年3月22日—1990年3月23日），生於美國紐約布魯克林，第二次世界大戰美軍少將，於二次大戰期間繼奧馬爾·布拉德利及馬修·李奇微擔任第三任第82空降師師長（1944年8月28日－1948年3月26日）。加文是二次大戰期間最年青的少將將軍，在戰場上，他習慣攜帶M1加蘭德步槍而非傳統軍官攜帶的手鎗，他的部下會尊稱他為「Slim Jim」及「The Jumping General」，因他擁有運動員的體型，以及經常親上戰陣而得名。但他因反對軍隊中的種族隔離措施，使軍中不少人對他有負面評價。參與了著名的西西里島登陸戰役、諾曼第戰役及市場花園行動等，其後以中將退役。

## 生平

### 早年生活
詹姆斯·M·加文，是1907年3月22日在美國布魯克林出生，父母親身份不明。有可能是母親為 Katherine Ryan 及父親 James Nally Ryan。加文的出生證書上文字是James Nally Ryan。他兩歲時被遺棄在修道院，在1909年時被 Martin 和 Mary Gavin 收養。雖然加文的繼父是個勤力的煤礦工人，但因家境困難所以加文被迫於12歲開始工作。
1924年3月，加文17歲生日時，有感於未來的前景，他離家出走乖坐火車去到紐約，到達紐約後首先用電報向繼父母報平安，開始在紐約找工作。

### 軍事生涯

#### 從軍前期
1924年3月底，美軍招募官對只有17歲的加文說明，如果要加入軍隊需有家人的同意書。加文知道父母不會同意，因此向官員聲稱自己是孤兒。結果在1924年4月1日宣誓加入美軍，被調配到巴拿馬。加文用閒餘時間讀書，特別喜愛費爾南德斯·德哥多華（Great Captains，Gonzalo Fernández de Córdoba）及漢尼拔的傳記。得到沙展 Williams 的賞識，在六個月後晉升為下士。
在當地的軍事學校，得到最優秀成積的學生，有機會可以前往西點軍校，經過多次考試，加文擭得進入西點軍校就讀的機會。1925年他到達西點軍校，虛報自己為21歲（真實年紀為18歲，而入學年齡最低為21歲）。因為之前沒有太多機會讀書，所以他每天早上四點半起床，在唯一有足夠光線的洗手間裡溫習。經過四年努力，他在1929年畢業，軍至少尉，同年9月他與 Irma Baulsir 結婚。
畢業後，加文被派到兵營位於道格拉斯，美國亞利桑那州與墨西哥的邊境。同營的還有美軍第25步兵團（全團皆為黑人，稱為 Buffalo Soldiers），他在營裡留了三年，之後加入美軍上校喬治·卡特萊特·馬歇爾管理的美國步兵學校。

#### 1936年～1943年
1936年，加文被派到菲律賓，一年半後返回華盛頓，加入第三步兵師（3rd Infantry Division）。同時晉升為上尉，第一次作為指揮官指揮第七步兵團（7th Infantry Regiment）．加文在當時一次運動中右眼受傷，因擔心影響軍事生涯，未聽從治療師建議用眼罩九十日，決定讓傷口自行復原。
1941年4月加入空降學校，同一年8月畢業。畢業後首項任務，是在新建立的實驗性部隊503旅C連中，擔任指揮官。William C. Lee 將軍接納加文的朋友William T. Ryder（空降訓練官）及 William Yarborough（臨時空降部隊通訊官）建議，安排他出任營運及訓練官（Operations and Training officer (S-3)，讓加文提升空降部隊的作戰戰術及基本規則。
1941年10月16日，加文成為少校。首要的工作是讓空降部隊能發揮效率，他運用經驗，加上德國及蘇聯空降部隊的資料寫成軍事書「FM 31-30: Tactics and Technique of Air-Borne Troops」。詳細列明空降部隊該如何組織部隊，應如何有效地完成任務。當有人問加文軍事生涯為何如此順利，他回應：「我出了書。」
1942年2月，加文與李將軍到達華盛頓的美軍總部，商討組成第一隊的空降兵團，82步兵師被選為第一個空降師，組成兩個滑翔步兵團及一個空降步兵兵團。他以上校的身份擔任505空降步兵團團長（505th Parachute Infantry Regiment）。除了計劃實戰訓練及行軍訓練，他亦會親自帶領訓練。他灌輸一個理念給他的軍官，即是軍官理應身先士卒，第一個空降到戰場及最後一個離開戰線。（he first out of the airplane door and the last in the chow line）。這習慣延續到今天的美軍空降部隊，例如在1983年入侵格瑞納達時，第一騎兵團的指揮官就是第一個進戰場的。
1943年2月，第82空降師組成的325與326滑翔步兵團，以及504空降步兵團，被選為入侵義大利西西里的部隊。但因滑翔機數量不足以提供給兩個團，326滑翔步兵團被撤離於第82空降師的任務，由加文的505團在1943年2月4日取代。326團接著被調到第13空降師，但從未上過戰場。
在第82空降師被調到北非前，加文安排最後的大型團級的空降演習。在這演習有三位士兵死亡，部隊士氣一度低落。1943年4月10日，馬修·李奇微說明下一個任務是西西里島登陸戰役（Operation Husky）。加文的團將會是美軍第一個以團的人數空降，加文說：「感到興奮及鼓舞，505團獲得史上第一個團級空降計劃的機會。」
1943年4月29日，加文離開紐約到達蒙特，再由護送部隊護送他們在1943年5月10日抵達烏季達，美軍及英軍部隊因資源分配產生衝突，德懷特·艾森豪將軍）分配兩百五十架飛機給美軍，一百五十架飛機給英軍，但雙方對這決定感到惱怒，李奇微將軍選加文的團率領任務。喬治·巴頓將軍建議夜襲，但加文與李奇微將軍認為之前沒有進行夜晚空降的訓練，所以否定了。
07月9日早上十點，他們登上前往西西里的飛機，任務是空降到北方與東方的傑拉，奪取及切斷德軍的補給線及通訊。他們要與第一步兵師（1st Infantry Division）聯繫及幫助第一步兵師控制在Ponte Oliveto 的機場，加文是該計劃的指揮官。這計劃包括505團、504團第三營（3rd battalion of the 504th）、456空降火炮營（456th Airborne Field Artillery Battalion）、空降工兵307營B連（B Company of the 307th Airborne Engineer Battalion），以及一些中途加入的部隊。
飛機飛行了一小時到達預定點，加文第一個空降，比預期高的風速，令他在降落時扭傷了腳。空降後他尋找其他士兵，短時間內大約聚集到20人，向戰埸出發。

#### 諾曼第戰役

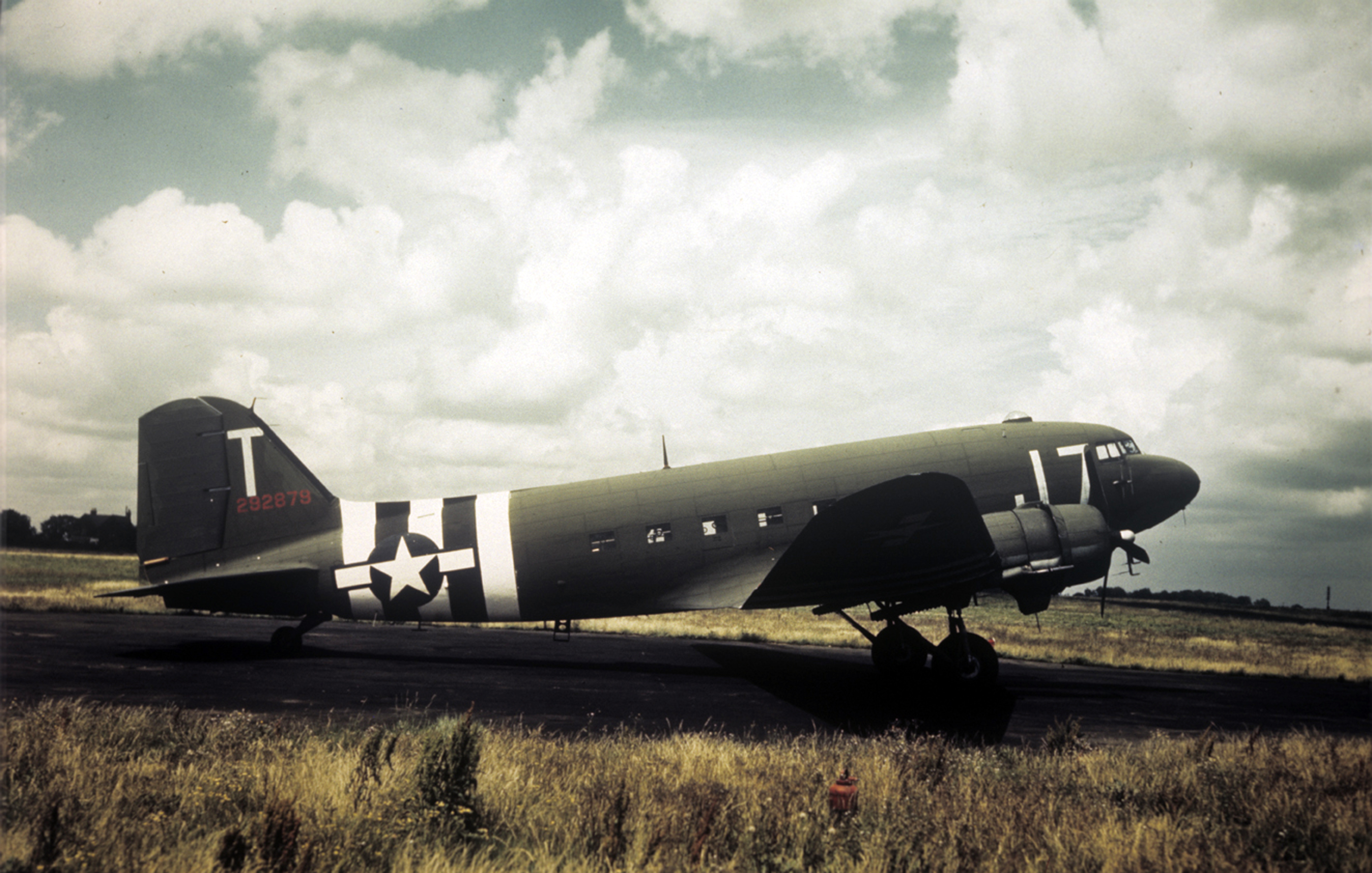
D日442部隊所用的空降飛機

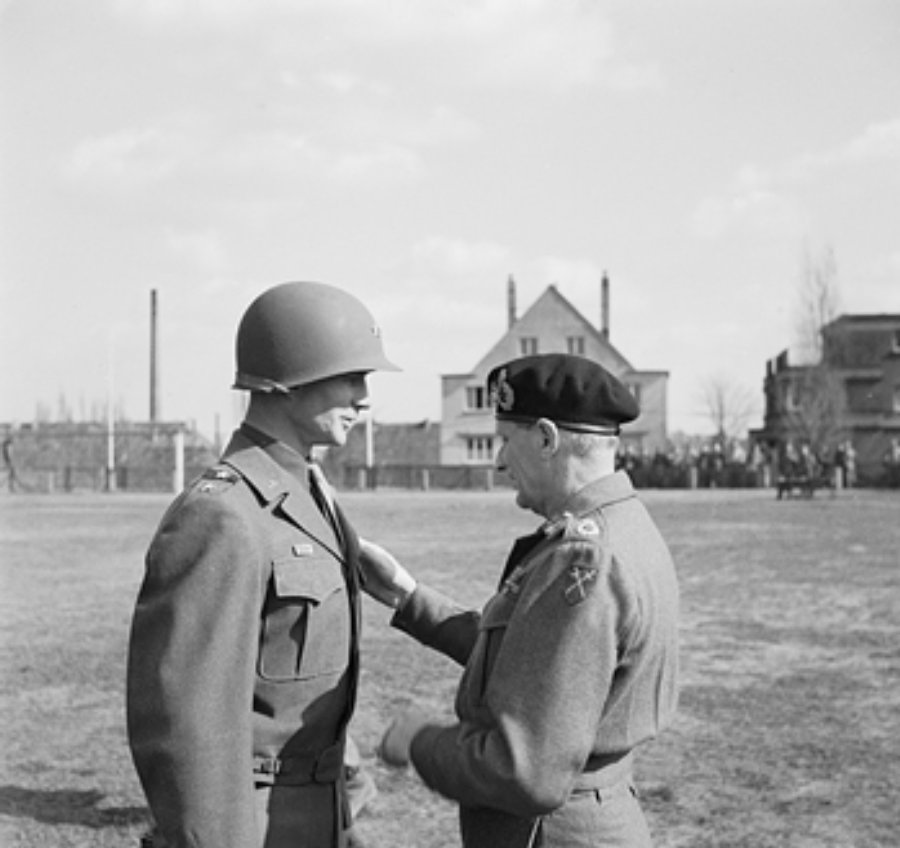
加文受到蒙哥馬利的傑出服務勳章受賞

加文參加了82空降師在1944年6月6日的波士頓計劃．他們要保衛Merderet River，以及奪取聖-梅爾-艾格里斯。奪取這小鎮，對於在猶他海灘登陸的部隊，有決定性的影響。要完成這任務，82空降師被分為這三個部隊。
- A部隊：由副師長加文率領的三個步兵團
- B部隊：由師長李奇微將軍所率領的滑翔機部隊
- C部隊：由副師長 Brig Gen. George P. Howell 率領其餘的部隊，師預備部隊及隨員，負責猶他海灘的登陸。

除了波士頓計劃，還有在一個小時前出發，負責「Mission Albany」的第101空中突擊師。兩個計劃包括六個團的空降，其中兩個團的任務是保護Merderet River，但因天氣影響及德軍強烈的防空炮火影響，多數空降部隊錯過正確的空降點。加文率領的505旅，準確地空降及奪取聖-梅爾-艾格里斯。聖-梅爾-艾格里斯這個小鎮，就成了整個法國第一個被解放的城鎮。
經過諾曼地登陸，師長李奇微升任第18空降軍軍長，并推薦加文担任第82空降師師長。詹姆斯.加文成為二戰期間最年青的少將。

#### 市場花園行動

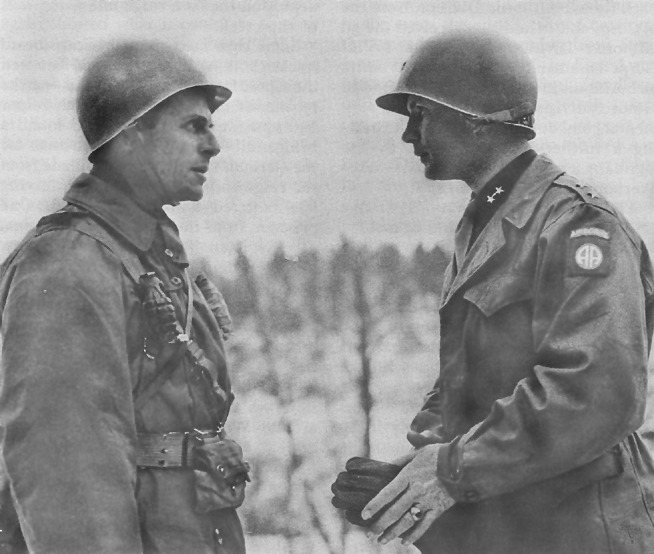
突出部戰役和李奇微少將

加文第一次以師長的身份，率領82空降師參與1944年9月17日的市場花園行動。82空降師負責奪取赫拉佛及奈梅亨大橋，82空降師包括504、505及508團。09月23日，325滑翔機團降落到荷蘭，重組進入82空降師。82空降師有89％降落在正確地點1000米附近。加文在空降荷蘭時弄傷了背部，幾天後醫生檢查認為情況可以，所以加文在往後的時間，繼續作戰直至二戰結束。五年後，他在背部檢查時，發現當時背部有兩處骨折。
09月20日，82空降師504團的少校 Julian Cook 率領504團第三營，進行了著名的渡河作戰（Waal crossing），以解救在北方死守安恆橋的英軍第一空降師。在這次的午間渡河行動中，504團傷亡慘重。可惜時間太遲，英軍第一空降無法繼續守住安恆橋，而渡河後的504團中校團長 Reuben Tucker ，因英軍裝甲車隊決定暫不前進而感到相當憤怒。
82空降逗留在荷蘭，直至11月13日，他們被調派到法國 Sisonne et Suippes。

#### 戰後
加文在1944年8月28日至1948年3月26日，擔任第82空降師師長，在1958年以中將身份退休。

## 相關電影
- 最长的一天（The Longest Day）
- 英雄塚（A Bridge Too Far）

## 資料參考
- James M. Gavin （页面存档备份，存于）
- M113 GAVIN